# Teodoro Anzellotti
Teodoro Anzellotti (Apulia, Italia, 1959) es un acordeonista italiano especializado en música de concierto y en música contemporánea.

## Biografía
Anzellotti nació en Apulia, al sureste de Italia en 1959, y creció cerca de Baden-Baden, Alemania. Comenzó sus estudios de acordeón en Karlsruhe, Hochschulen y Trossingen y muy pronto comenzó a ganar competencias internacionales. Desde 1980 es invitado regular de algunos festivales y de orquestas importantes, como la Orquesta Sinfónica de la WDR de Colonia, la Konzerthausorchester Berlin, la Orquesta Sinfónica de la SWR de Baden-Baden y Friburgo, la Orquesta Sinfónica de la Radio de Stuttgart, la Orquesta Sinfónica de la Radio del Norte de Alemania, la Orquesta Filarmónica de Dresde, la Deutsche Radiophilharmonie Saarbrücken, la Orquesta Sinfónica de la Radio de Baviera, la Orquesta Sinfónica de Viena, la Orquesta Sinfónica de la RTB de Eslovenia, entre otras. Una de las características de su carrera ha sido integrar al acordeón en la esfera de la música clásica.

Cuando empecé en el Conservatorio me di cuenta que el acordeón era un instrumento relegado, de los que llamaban ‘menor’. Irritado, pero al mismo tiempo inspirado, me propuse convencer al mundo de la verdadera belleza de esta cenicienta, convencerlos de lo maravillosa que es la música para acordeón.
Teodoro Anzellotti

Se le considera un pionero en la interpretación contemporánea del acordeón, pues ha desarrollado técnicas extendidas que han ampliado las capacidades del instrumento.

## Obras dedicadas o compuestas para Anzellotti
Más de 300 obras han sido compuestas para Anzellotti, por compositores como Mauricio Kagel, Matthias Pintscher, Salvatore Sciarrino, Luciano Berio, Gérard Pesson, Toshio Hosokawa, Hans Zender, Wolfgang Rihm, Georges Aperghis, Heinz Holliger, Marco Stroppa, Brice Pauset, Isabel Mundry, entre otros. Algunas de ellas son:
- Sequenza XIII (Chanson) para acordeón solo (1995-1996), de Luciano Berio[7][8]
- Játékok, adaptada para acordeón solo por György Kurtág[9]
- contrapasso einer gesperrten K.457 (Balletto d’Incerto), para acordeón solo, de José Luis Torá[10]
- Nuut, para acordeón y orquesta, de Manuel Hidalgo[11]
- Introduktion un fuge, para acordeón y orquesta, de Manuel Hidalgo[11]
- Gran nada, para acordeón y orquesta, de Manuel Hidalgo[11]

## Premios
- 2011 - Intérprete del año, por la grabación de las Variaciones Goldberg de Johann Sebastian Bach transcritas para acordeón.[12]

## Discografía
- 1998 - Satie: Piano Works (transcribed for accordion) / Winter & Winter[13]
- 1998 - Mauricio Kagel:  Solowerke Für Akkordeon Und Klavier / Teodoro Anzellotti, acordeón; Luk Vaes, piano / Winter & Winter[14]
- 1998 - ...Im Klang... / hat[now]ART[15]
- 1999 - Teodoro Anzellotti – Push Pull / hat[now]Art[16]
- 2001 - Domenico Scarlatti – Vivi Felice! / Winter & Winter[17]
- 2002 - Teodoro Anzellotti, Leos Janacek / Winter & Winter[18]
- 2003 - John Cage / Winter & Winter[19]
- 2005 - Manuel Hidalgo - Obras para acordeón y orquesta, Teodoro Anzellotti, acordeón; Orquesta Sinfónica de la WDR de Colonia; Peter Rundel, dir. / Winter & Winter[20][11]
- 2006 -  Chonguri - Thomas Demenga, violonchelo; Thomas Larcher, piano; Teodoro Anzellotti, acordeón / ECM New Series[21]
- 2007 - Chanson discrète, obras para acordeón solo de Froberger, Sciarrino y Berio / Winter & Winter[22]
- 2008 - Internationale Ferienkurse Für Neue Musik Darmstadt 2000 (Johannes Kalitzke, Helmut Oehring, Misato Mochizuki, Isabel Mundry, Alwynne Pritchard, Jennifer Walshe) / Col Legno[23]
- 2010 - Bach: Variaciones Goldberg, BWV 988 / Winter & Winter[24]
- 2011 - Fetzen / Wolfgang Rihm – Arditti String Quartet, Teodoro Anzellotti, Nicolas Hodges[25]